# Sony α
Sony α, Sony Alpha («Сони-альфа») — серия цифровых фотоаппаратов компании Sony. Серию открыл в 2006 году зеркальный фотоаппарат Sony Alpha DSLR-A100 с матрицей разрешением 10 мегапикселей. В 2010 году серию пополнили модели с неподвижным полупрозрачным зеркалом (SLT и беззеркальные фотоаппараты NEX, тогда же компания перестала разрабатывать классические зеркальные фотоаппараты DSLR).
Зеркальные модели были созданы на основе камер Konica Minolta, поэтому часто полностью совместимы с оптикой для зеркальных камер Konica Minolta. Аксессуары совместимы полностью или частично (иногда работают не все функции). Фотоаппараты оснащаются байонетом Minolta AF (новое название «байонет α»).
Серия фотоаппаратов Sony была расширена в 2010 году линейкой беззеркальных камер NEX, оснащённых байонетом E.

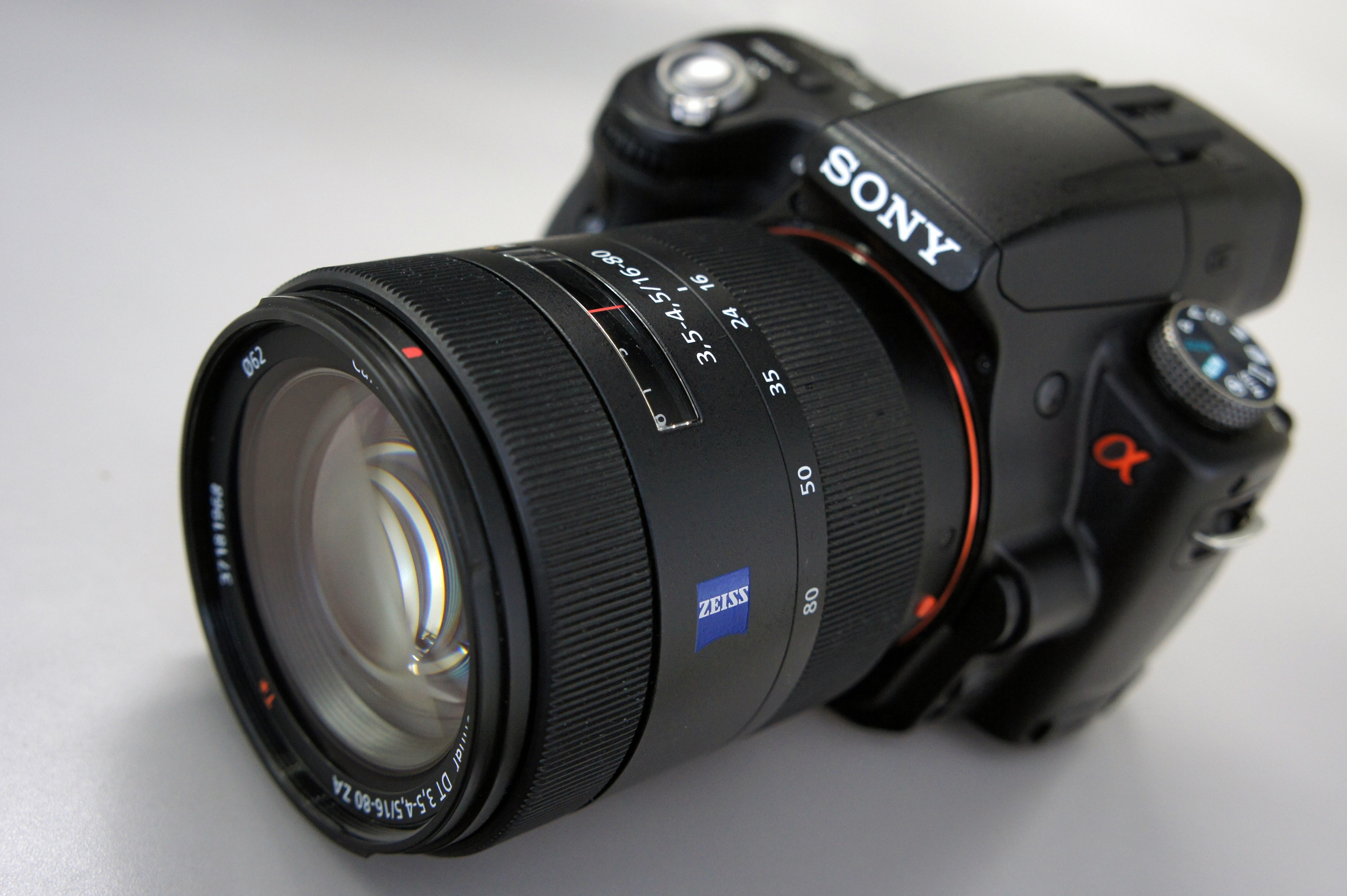
Sony Alpha 55

Также в 2010 году была представлена новая линейка цифровых фотоаппаратов с полупрозрачным зеркалом (Alpha 33, Alpha 55). Благодаря неподвижному полупрозрачному зеркалу, эти камеры имеют возможность высокоскоростной фотосъёмки (до 10 кадров/сек), со следящим автофокусом. А также это первые зеркальные аппараты, которые имеют действительно быстрый фазовый рабочий автофокус при съёмке видео. Sony Alpha SLT-A55, по версии журнала «Тайм», является одним из величайших технологических изобретений 2010 года.
В серию также входят смартографы, самым совершенным из которых считается «Sony Alpha ILCE-QX1» со сменной оптикой.

## Модели
Байонет A
- Sony Alpha DSLR-A100
- Sony Alpha DSLR-A200
- Sony Alpha DSLR-A230
- Sony Alpha DSLR-A290[3]
- Sony Alpha DSLR-A300
- Sony Alpha DSLR-A330
- Sony Alpha DSLR-A350
- Sony Alpha DSLR-A380
- Sony Alpha DSLR-A390
- Sony Alpha DSLR-A450
- Sony Alpha DSLR-A500
- Sony Alpha DSLR-A550
- Sony Alpha DSLR-A560
- Sony Alpha DSLR-A580
- Sony Alpha DSLR-A700
- Sony Alpha DSLR-A850
- Sony Alpha DSLR-A900

Байонет A, с неподвижным полупрозрачным зеркалом
- Sony Alpha SLT-A33
- Sony Alpha SLT-A35
- Sony Alpha SLT-A37
- Sony Alpha SLT-A55
- Sony Alpha SLT-A57
- Sony Alpha SLT-A58
- Sony Alpha SLT-A65
- Sony Alpha SLT-A77
- Sony Alpha SLT-A77 II
- Sony Alpha SLT-A99
- Sony Alpha SLT-A99 II

Байонет E
- Sony Alpha NEX-3 (анонс 11/05/2010)[4]
- Sony Alpha NEX-C3 (анонс 8/06/2011)[5]
- Sony Alpha NEX-F3 (анонс 17/05/2012)[6]
- Sony Alpha NEX-3N (анонс 20/02/2013)[7]
- Sony Alpha NEX-5 (анонс 11/05/2010)[8]
- Sony Alpha NEX-5N (анонс 24/08/2011)[9][10]
- Sony Alpha NEX-5R (анонс 29/08/2012)[11]
- Sony Alpha NEX-5T (анонс 27/08/2013)[12]
- Sony Alpha NEX-6 (анонс 12/09/2012)[13]
- Sony Alpha NEX-7 (анонс 24/08/2011)[14]
- Sony a3000 (анонс август 2013)
- Sony a3500 (анонс 25/03/2014)
- Sony a5000 (анонс январь 2014)
- Sony a5100 (анонс 17/08/2014)
- Sony a6000 (анонс 11/02/2014)
- Sony a6100 (анонс 29.08.2019)
- Sony a6300 (анонс 03/02/2016)
- Sony A6500 (анонс 06/10/2016)
- Sony α6400 (анонс 16.01.2019)
- Sony A6600 (анонс 29.08.2019)
- Sony A6700 (анонс 23.06.2023)
- Sony ZV-E10
- Sony Alpha 7 (анонс 16/10/2013)[15]
- Sony Alpha 7R (анонс 16/10/2013)[15]
- Sony Alpha 7S[16] (анонс апрель 2014)[17]
- Sony Alpha 7 II[18] (анонс 20/10/2014)
- Sony Alpha 7R II[19] (анонс 10/06/2015)
- Sony Alpha 7S II[20] (анонс 11/09/2015)
- Sony Alpha 7 III[21] (анонс 26/02/2018)
- Sony Alpha 7R III[22] (анонс 25/10/2017)
- Sony Alpha 7R IV (анонс 16/7/2019)
- Sony Alpha 9 (анонс 19/04/2017)
- Sony Alpha 9 II (анонс 24/04/2019)
- Sony Alpha 7S III
- Sony Alpha 1 (анонс 26/01/2021)
- Sony Alpha 7 IV